# Motorradmuseum Heiner Beckmann
Das Motorradmuseum Heiner Beckmann mit Sitz in der Harsewinkeler Ortschaft Greffen im Kreis Gütersloh, Nordrhein-Westfalen, ist ein privat geführtes technikgeschichtliches Museum.
Das Museum wurde 1990 von Heiner Beckmann (1946–2014) gegründet. Die Ausstellung umfasst auf etwa 1000 m² in einem alten Fachwerk-Bauernhof mit mehreren Gebäuden gut 180 motorisierte Zweiräder, von denen das älteste Baujahr 1898 (ein motorisiertes Dreirad) und das neueste eine MZ Silver Star aus den 1990er Jahren ist, sowie eine Anzahl von vierrädrigen Fahrzeugen, insbesondere Traktoren im Außenbereich. Ein Gebäude widmet sich historischen Zwei- und Vierrädern aus der ehemaligen DDR. 
Zusätzlich ist in das Museum eine Puppenausstellung integriert.
In der Sammlung mit Schwerpunkt „deutsche Motorräder“ wie etwa BMW, DKW, Horex und NSU befinden sich auch so außergewöhnliche Typen wie eine Gritzner von 1903, eine Hulla, eine Raymo und eine Velocette mit Boxer-Motor.
Überregional bekannt ist das Museum als Veranstalter der Spökenkieker-Fahrt, einer Rallye für motorisierte Fahrzeuge, die vor 1915 gebaut wurden, womit dieses Ereignis das einzige kontinentaleuropäische Oldtimer-Parallelevent zum englischen London to Brighton Veteran Car Run ist, an dem nur Fahrzeuge aus den Urtagen vor dem Ersten Weltkrieg teilnehmen dürfen.

## Lage
- Anschrift: Beelener Straße 32, 33428 Harsewinkel

## Galerie

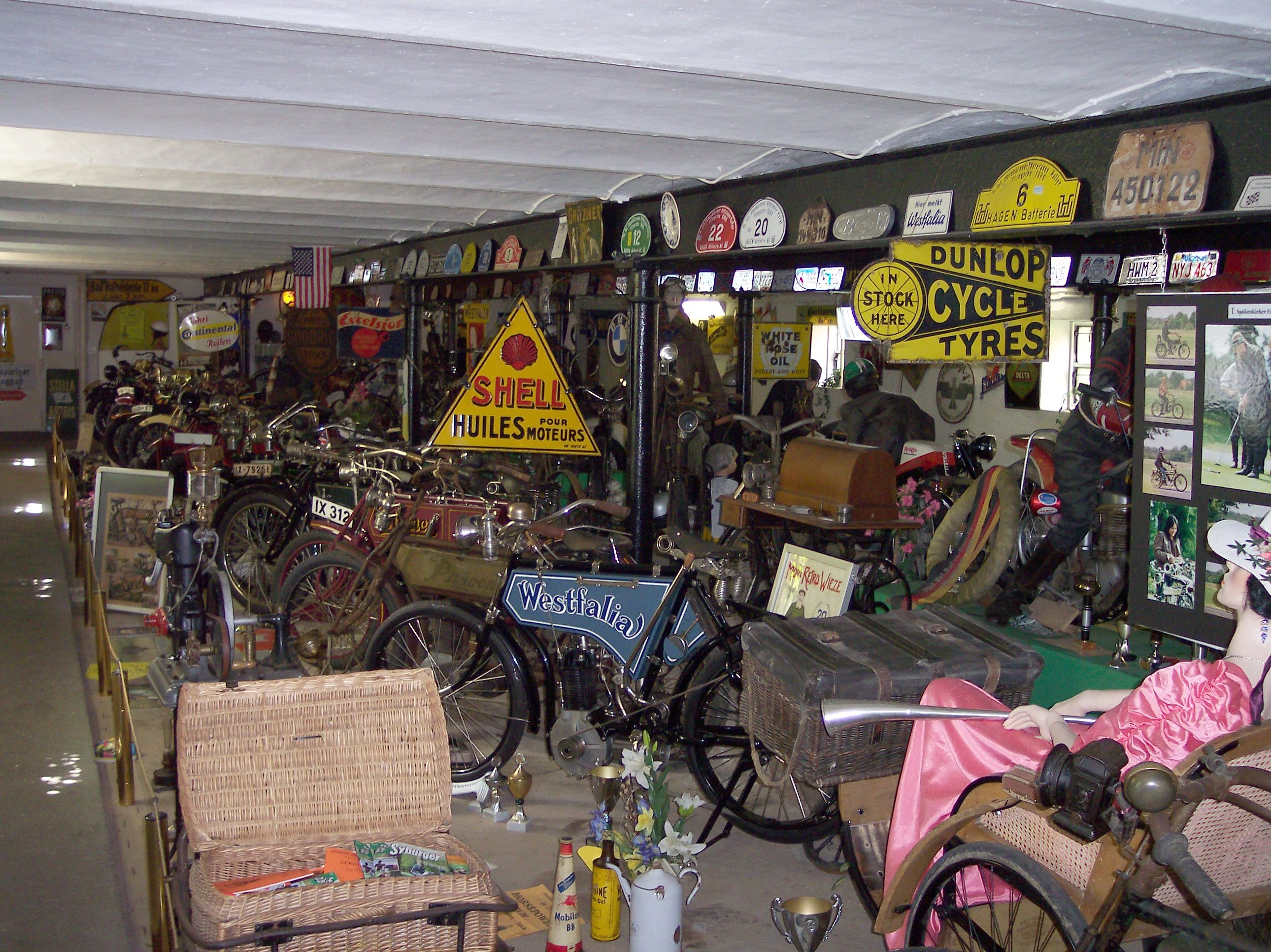
Innenansicht des Museums
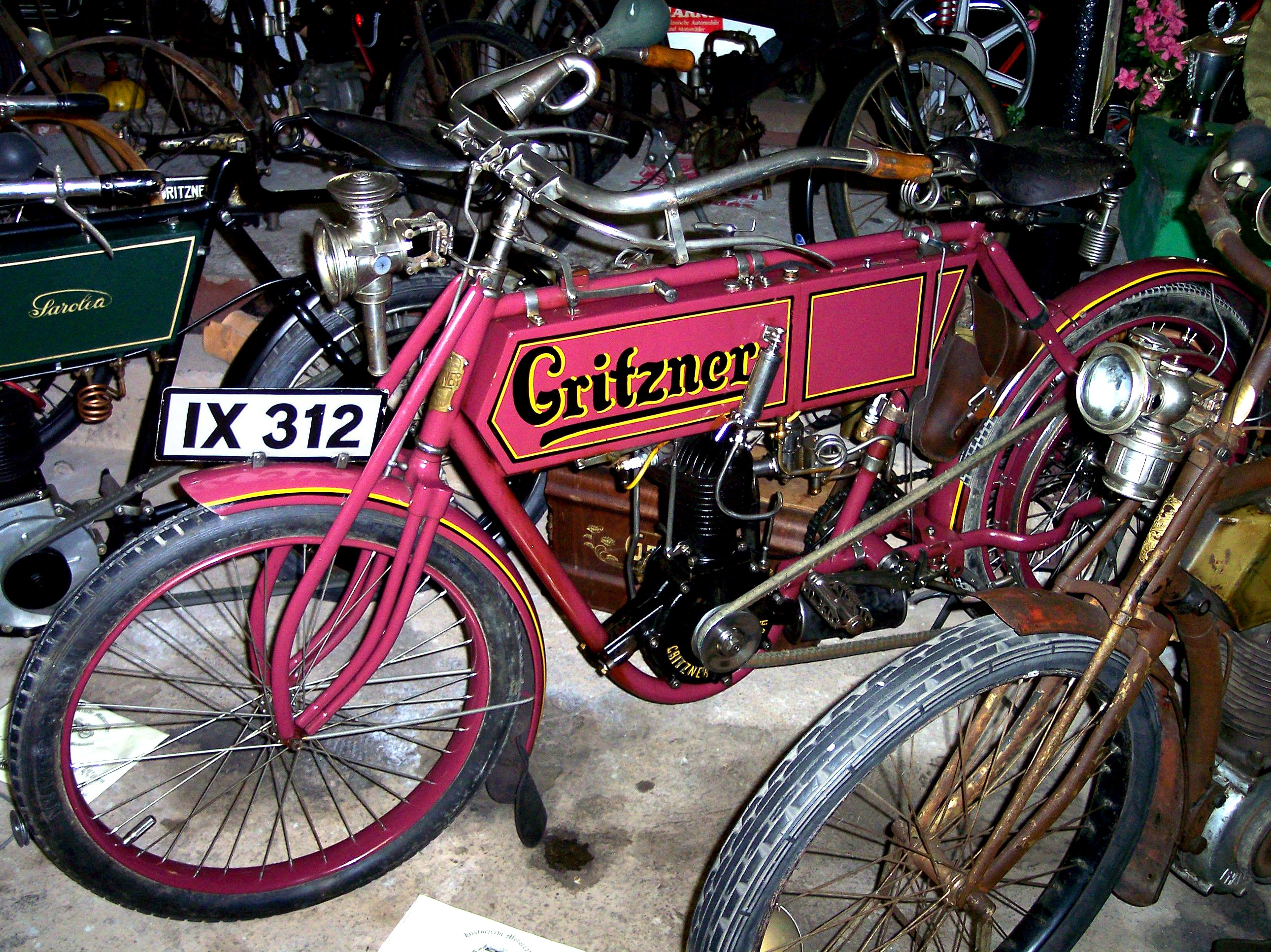
Eine Gritzner von 1903